# أسيتوكزولون
أسيتوكزولون (بالإنجليزية: Acetoxolone)‏ هو مشتق أستيل لحمض الغليسيريتنيك, يستخدم لعلاج القرحة الهضمية والارتداد المعدي المريئي.